# Coubron
Coubron  est une commune française située dans le département de la Seine-Saint-Denis en région Île-de-France.
Au dernier recensement de 2022, la commune comptait 5 156 habitants, ce qui fait d'elle la moins peuplée sur la liste des quarante communes de Seine-Saint-Denis, derrière Gournay-sur-Marne et Vaujours (celles-ci ayant plus de 6 000 habitants).
Par sa taille et sa situation, hors des grands axes routiers, la petite commune a su conserver son patrimoine naturel qui comprend de nombreux espaces boisés et de nombreux plans d'eau. Coubron est cependant située en petite couronne, donc assez proche de Paris, mais elle se distingue des autres communes de son département et même de son canton, zones très urbanisées, en gardant un aspect encore très rural à l'instar des villages du département de Seine-et-Marne dont elle est limitrophe.
Le village de Coubron et son environnement bucolique servirent de source d'inspiration au peintre français Camille Corot qui y conçu de nombreuses toiles vers la fin de sa vie.

## Géographie

Localisation de Coubron dans la petite couronne.

### Localisation
Le village de Coubron se situe dans le massif de l'Aulnoye, région naturelle du nord-est de l'Île-de-France. Il se situe à l'est de Paris, aux limites de la Seine-Saint-Denis (correspondant approximativement à l'ancien Pays de France) et la Seine-et-Marne (correspondant approximativement à l'ancienne Brie de Meaux)
Le territoire, situé hors des grands axes de circulation, est parcouru par l'aqueduc de la Dhuis. Le village s'épanouit dans cette zone géographique située à l'intérieur de la ceinture Verte et s'appuie sur la butte du même nom. Le territoire de la commune est en partie couvert par la forêt régionale de Bondy.
Le centre du bourg de Coubron se situe à environ 22 km de Paris-Notre-Dame, par la route, ainsi qu'à 11 km de Bobigny, préfecture du département de la Seine-Saint-Denis (par la RD 136).

### Communes limitrophes
Coubron est limitrophe de six communes. Elle est voisine de Vaujours, de Livry-Gargan, de Clichy-sous-Bois et de Montfermeil, communes de la Seine-Saint-Denis et de Chelles et de Courtry, communes de Seine-et-Marne.
| Livry-Gargan     | Vaujours    | Vaujours                              |
| Clichy-sous-Bois | Coubron     | Courtry (Seine-et-Marne)              |
| Clichy-sous-Bois | Montfermeil | Chelles (Seine-et-Marne)(quadripoint) |

### Géologie  et relief
Coubron se positionne au fond d'un vallon et est entouré au nord, à l'ouest et au sud par de modestes collines boisées de Vaujours, de Livry-Gargan, de Clichy-sous-Bois et de Montfermeil qui l'entourent complètement.
Le sous-sol de la commune, propre à ce secteur de l'Île-de-France, est très riche en gypse, matière première importante ce qui confère au site un grand intérêt pour les exploitants carriers. Ainsi, dans les années 1990, le bois de Bernouille a vu sa superficie réduite en raison de l'extension des carrières de gypse, entraînant un risque géologique majeur.

### Hydrographie

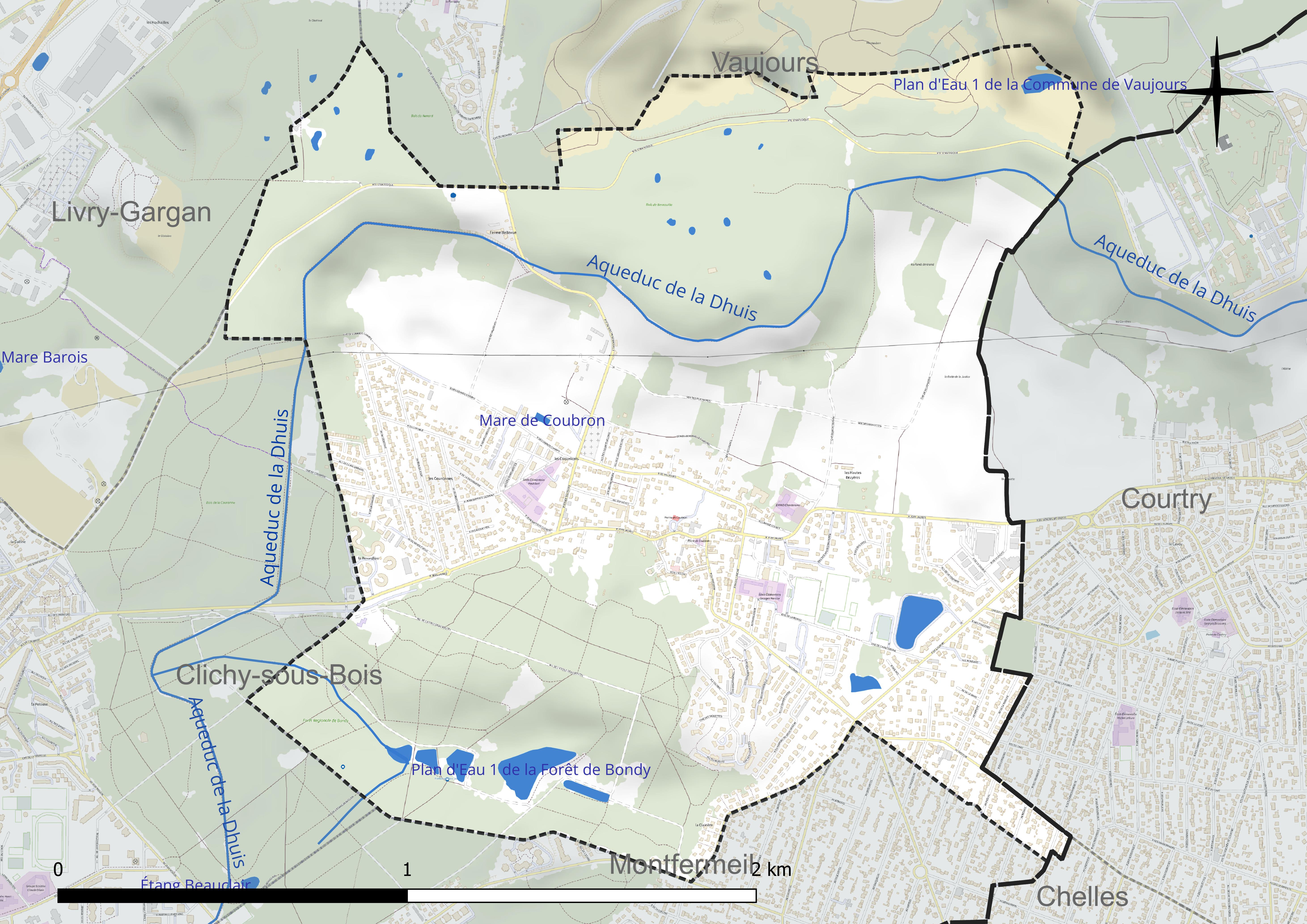
Carte hydrographique de la commune.

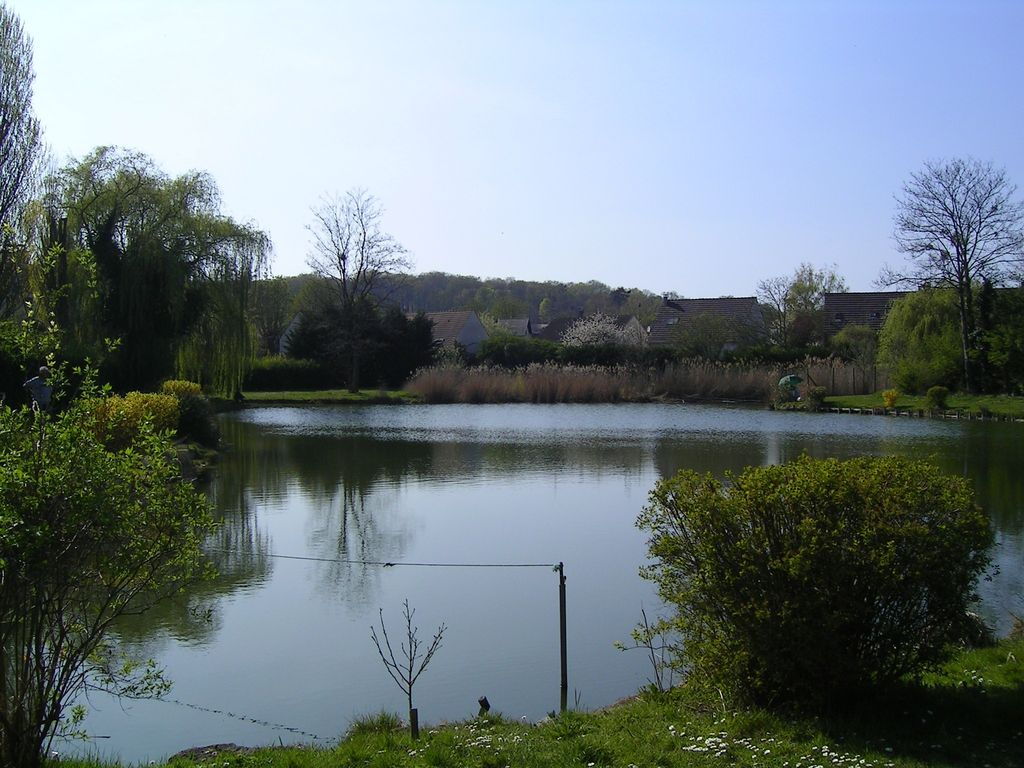
L'étang du Moulin.

La commune n'est traversé par aucun cours d'eau notable. Le rû de Chantereine prend sa source dans la commune de Courtry, en limite orientale du territoire de Coubron. On peut également noter quelques zones marécageuses et des plans d'eau dans la partie boisée de la commune.
Le territoire coubronnais abrite de nombreux plans d'eau dont les quatre étangs de la forêt de Bondy dénommés étang Dominique, étang Élisabeth, étang Laurence et étang Virginie, ainsi que la mare aux joncs. La commune compte également la mare de Coubron, la mare Corot (près de Coudreaux) et la mare du Moulin.
Le territoire coubronnais est également traversé par l'aqueduc de la Dhuis, souterrain à cet endroi. Construit entre 1863 et 1865 pour alimenter Paris en eau potable à partir de la rivière, la Dhuis, il parcourt 130 km presque à l'horizontale depuis sa prise d'eau à son débouché. L'aqueduc traverse la commune dans sa partie septentrionale (depuis Courtry) pour ensuite bifurquer vers le sud-ouest en direction de Clichy-sous-Bois.

### Climat
Pour des articles plus généraux, voir Climat de l'Île-de-France et Climat de la Seine-Saint-Denis.
En 2010, le climat de la commune est de type climat océanique dégradé des plaines du Centre et du Nord, selon une étude du CNRS s'appuyant sur une série de données couvrant la période 1971-2000. En 2020, Météo-France publie une typologie des climats de la France métropolitaine dans laquelle la commune est exposée à un climat océanique altéré et est dans la région climatique Sud-ouest du bassin Parisien, caractérisée par une faible pluviométrie, notamment au printemps (120 à 150 mm) et un hiver froid (3,5 °C).
Pour la période 1971-2000, la température annuelle moyenne est de 11,4 °C, avec une amplitude thermique annuelle de 15,1 °C. Le cumul annuel moyen de précipitations est de 693 mm, avec 10,6 jours de précipitations en janvier et 7,7 jours en juillet. Pour la période 1991-2020, la température moyenne annuelle observée sur la station météorologique la plus proche, située sur la commune de Neuilly-sur-Marne à 7 km à vol d'oiseau, est de 12,3 °C et le cumul annuel moyen de précipitations est de 721,2 mm,. Pour l'avenir, les paramètres climatiques de la commune estimés pour 2050 selon différents scénarios d'émission de gaz à effet de serre sont consultables sur un site dédié publié par Météo-France en novembre 2022.

### Milieux naturels et biodiversité

#### Espaces forestiers
La forêt de Bondy, vestige de l'ancienne forêt de Bondy qui s'étendait sur une part importante du pays d'Aulnoye est un massif forestier partagé avec deux autres communes voisines de la Seine-Saint-Denis, Clichy-sous-Bois et Montfermeil. la majeure partie de cet espace forestier est situé sur le territoire de Coubron.
Le bois de Bernouille est une butte de gypse déposée sur de l'argile verte, recouverte d'un talus calcaire-siliceux, sur lequel pousse une forêt naturelle de 45 hectares. C'est un site très humide (8 mares et de nombreux fossés) qui recèle une faune et une flore intéressantes : chênes centenaires, Sympetrum noir, 7 espèces de batraciens dont les tritons palmés, ponctués et crêtés (l'accès se fait uniquement avec un guide ou avec une autorisation de la mairie pour le grand public).

#### Les plans d'eau
La mare de Corot, l'étang du Moulin et les étangs de la forêt de Bondy, ces étangs centraux de la forêt sont ceinturés de roselières et de végétation arbustive.

#### Autres espaces naturels
- La prairie de la Tuilerie : est une des dernières prairies marno-calcaires de la commune.
- La promenade départementale de la Dhuys
- Le centre d'initiation au monde rural et à la nature est en projet
- Le verger pédagogique
- Les vignes du Clos de Bréon : la vigne fut réintroduite en 1997, aujourd'hui on compte à peu près 700 pieds de vignes à Coubron. Les vignes du clos de Bréon sont entretenues par des bénévoles très présents, certains viennent même jusqu'à deux fois par semaine le mardi et le samedi.
- Les exploitations agricoles.

#### Zones naturelles classées
La commune de Coubron compte deux zones naturelles sur son territoire et qu'elle partage avec les communes de son secteur :
- la zone naturelle d'intérêt écologique, faunistique et floristique (ZNIEFF) de type I, « Massif de l'Aulnoye et carrières de Vaujours et Livry-Gargan », de 584 hectares, créée en 2010 ;
- la zone naturelle d'intérêt écologique, faunistique et floristique (ZNIEFF) de type II, « Massif de l'Aulnoye, Parc de Sevran et la Fosse Maussoin », de 790 hectares, également créée en 2010.

#### Faune et flore
Le tableau, ci-dessous présente le nombre d’espèces répertoriées sur le territoire communal et classées par groupe taxonomique (comparé avec l'ensemble du territoire départemental). La même espèce pouvant se retrouver sur des sites différents, le total correspond donc à chaque espèce répertoriée dans l'ensemble des sites (ce n'est donc pas un cumul de l'ensemble des chiffres) :
| Localisation par sites | Flore | Oiseaux | Reptiles et amphibiens | Insectes | Mammifères | Champignons | Total |
| ---------------------- | ----- | ------- | ---------------------- | -------- | ---------- | ----------- | ----- |
| Coteau de l'Aulnoye    | 450   | 44      | 14                     | 6        | 2          | NC          | 516   |
| Parc de la mairie      | 13    | NC      | NC                     | NC       | NC         | NC          | 13    |
| Forêt de Bondy         | 258   | 33      | 10                     | 97       | 1          | NC          | 399   |
| Aqueduc de la Dhuys    | 62    | NC      | 3                      | NC       | NC         | NC          | 65    |
| ZAD régionale          | 320   | NC      | 5                      | NC       | NC         | NC          | 325   |
| Autres sites           | 359   | NC      | 12                     | NC       | 1          | NC          | 372   |
| TOTAL COUBRON          | 639   | 59      | 15                     | 103      | 2          | NC          | 818   |

| Localisation par sites | Flore | Oiseaux | Reptiles et amphibiens | Insectes | Mammifères | Champignons | Total |
| ---------------------- | ----- | ------- | ---------------------- | -------- | ---------- | ----------- | ----- |
| TOTAL DÉPARTEMENT      | 1227  | 180     | 18                     | 573      | 15         | 534         | 2547  |

Source : Conseil départemental de la Seine-Saint-Denis, direction des espaces verts

## Urbanisme

### Typologie
Au 1er janvier 2024, Coubron est catégorisée grand centre urbain, selon la nouvelle grille communale de densité à sept niveaux définie par l'Insee en 2022.
Elle appartient à l'unité urbaine de Paris, une agglomération inter-départementale regroupant 407  communes, dont elle est une commune de la banlieue,,. Par ailleurs la commune fait partie de l'aire d'attraction de Paris, dont elle est une commune du pôle principal,. Cette aire regroupe 1 929 communes,.

### Occupation des sols

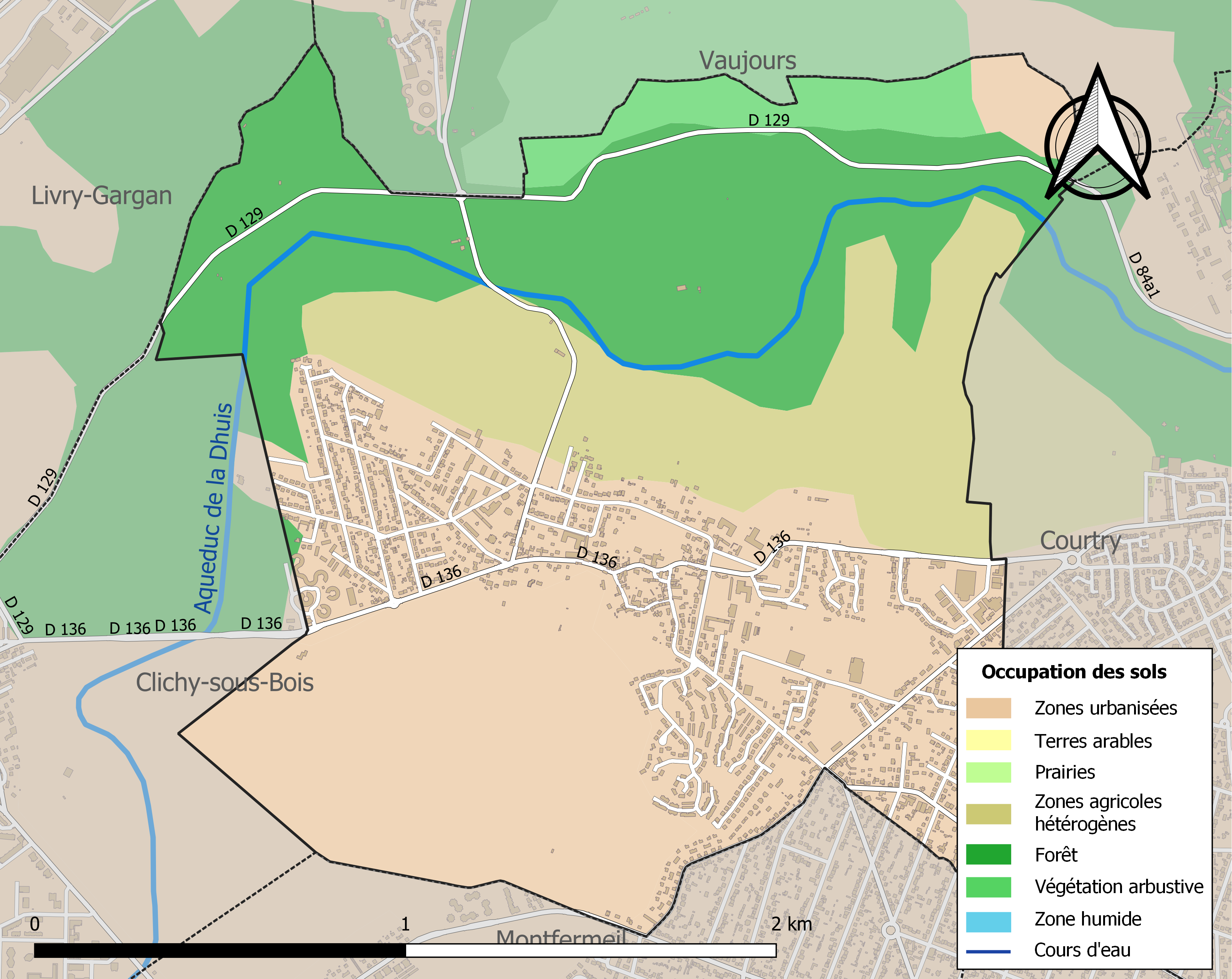
Carte de l'occupation des sols de la commune en 2018 (CLC).

### Morphologie urbaine
Cette section est promotionnelle ou publicitaire (novembre 2022). Considérez son contenu avec précaution et/ou discutez-en.
L'agglomération proprement dite, constituée par le bourg ancien et quelques résidences de construction récente, occupe à peine plus du tiers du territoire communal. L'architecture de cet ensemble urbain se présente essentiellement constitué de petites maisons et d'immeubles de dimensions modestes sans être traversé par de grandes axes urbains de type autoroutier.
Ainsi, contrairement à l'urbanisation importante de certaines communes avoisinantes de Seine-Saint-Denis et de la proche banlieue parisienne, Coubron a su conserver son caractère aéré, champêtre et un cadre de vie de meilleure qualité, en grande partie grâce à la présence de la forêt de Bondy, dont la majeure partie du massif se situe sur le territoire communal.
Cet état est le résultat d'une volonté très forte des habitants et des municipalités qui se sont succédé, notamment dans les années 1980 et les années 1990 et correspondant aux municipalités Corlin et Coënne. il s'agissait de préserver un cadre spécifique et atypique en Seine-Saint-Denis. Cette situation exceptionnelle présente un intérêt écologique et environnemental aussi bien au niveau local que départemental, voire régional. Les richesses naturelles de Coubron et son positionnement dans la banlieue parisienne constituent  une richesse pour les communes périphériques largement urbanisées.

### Quartiers et lieux-dits
Voici, ci-dessous, la liste la plus exhaustive possible des divers hameaux, quartiers et lieux-dits résidentiels urbains comme ruraux qui composent le territoire de la commune de Coubron, présentés selon les références toponymiques fournies par le site géoportail de l'Institut géographique national.
| - Bois de Bernouille (zone naturelle) - les Fonds Bertrands - Ferme Bellevue - les Couronnes - les Coquelicots | - la Renardière - les Coudreaux (quartier partagé avec Chelles et Montfermeil) - les étangs (zone forestière) - la Clairière (zone forestiere) - les Hautes Bruyères |

### Habitat et logement
En 2020, le nombre total de logements dans la commune était de 2 046, alors qu'il était de 1 922 en 2015 et de 1 874 en 2010.
Parmi ces logements, 91,4 % étaient des résidences principales, 0,6 % des résidences secondaires et 7,9 % des logements vacants. Ces logements étaient pour 66,4 % d'entre eux des maisons individuelles et pour 33,2 % des appartements.
Le tableau ci-dessous présente la typologie des logements à Coubron en 2020 en comparaison avec celle de la Seine-Saint-Denis et de la France entière. Une caractéristique marquante du parc de logements est ainsi une proportion de résidences secondaires et logements occasionnels (0,6 %) inférieure à celle du département (1,2 %) et à celle de la France entière (9,7 %). Concernant le statut d'occupation de ces logements, 83 % des habitants de la commune sont propriétaires de leur logement (84,3 % en 2015), contre 38,2 % pour la Seine-Saint-Denis et 57,5 pour la France entière.
| Typologie                                               | Coubron | Seine-Saint-Denis | France entière |
| ------------------------------------------------------- | ------- | ----------------- | -------------- |
| Résidences principales (en %)                           | 91,4    | 92,7              | 82,1           |
| Résidences secondaires et logements occasionnels (en %) | 0,6     | 1,2               | 9,7            |
| Logements vacants (en %)                                | 7,9     | 6,1               | 8,2            |

La commune ne respecte pas les obligations qui lui sont faites par l'article 55 de la loi SRU, qui lui font obligation de disposer d'au moins 25 % de son parc de résidences principales constitué de logements sociaux. En effet, elle n'en dispose que d'environ 9 % et est astreinte au paiement d'une pénalité de 140 000 € en 2024, pénalité que le maire conteste en justice en rappelant que  80 % du territoire communal est inconstructible car constitué de zones agricoles ou naturelles, entouré par la forêt de Bondy à l’ouest et le bois de Bernouille au nord, ainsi que de la présence d'une zone Natura 2000.

### Voies de communication et transport

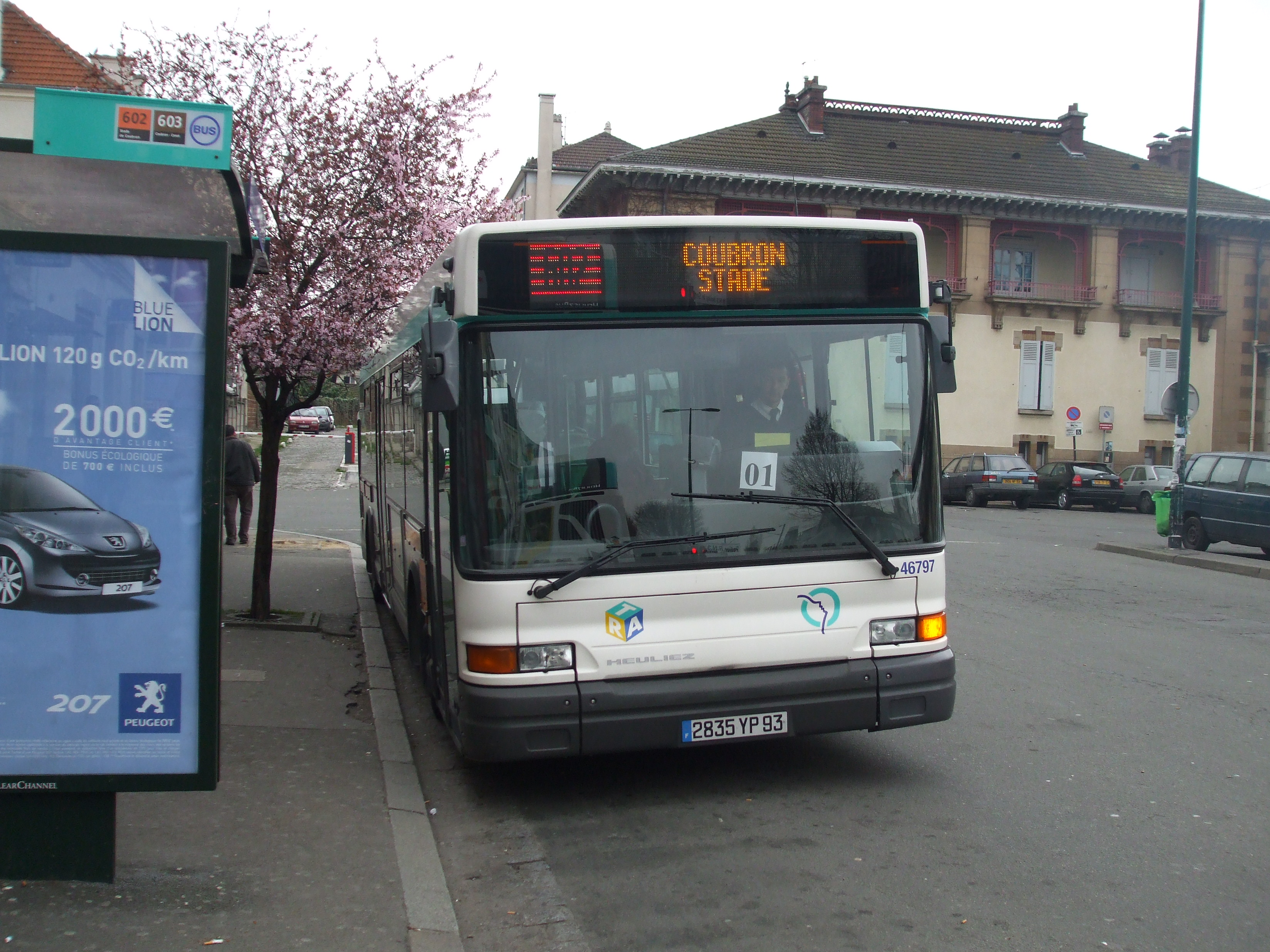
Bus TRA en 2008 avec l'indication Coubron Stade.

#### Routes
Le territoire de la commune ne comprend aucun grand axe de circulation et n'est sillonné que par trois routes départementales qui relie son territoire avec ses communes voisines.
- La route départementale 136 (RD 136) qui traverse le territoire de Coubron d'ouest en est, relie la commune de Clichy-sous-Bois (jonction avec la RN 370) à la commune de Courtry en Seine et Marne (jonction avec la RD 86). Cette route permet de rejoindre la voie rapide la francilienne au niveau de son échangeur no 7, par la RD 34.
  -  7 Villevaudé : Chelles, Thorigny-sur-Marne (par Pomponne), via la commune voisine du Pin.
- La route départementale 129 (RD 129) qui traverse le territoire de Coubron dans sa partie septentrionale relie la commune de Livry-Gargan (jonction avec la RD 136) à la commune de Courtry en Seine et Marne (jonction avec la RD 84).
- La route départementale 44a (RD 44a) qui traverse le territoire de Coubron du sud vers le nord, relie le centre de la commune de Coubron (jonction avec la RD 136) à la commune de Vaujours (jonction avec la RD 44).

#### Transports publics
La commune est desservie par différentes lignes d'autobus du réseau Transdev TRA.
- Ligne 602 : Le Raincy (Gare SNCF du Raincy Villemomble Montfermeil) - Coubron (Stade)
- Ligne 603 : Le Raincy (Gare SNCF du Raincy Villemomble Montfermeil) - Coubron (Corot)
- Ligne 643 : Villepinte (Gare SNCF du Vert Galant) - Coubron (Mairie) - Gagny (Gare de Chenay)
- Ligne 644 : Livry-Gargan (Gutenberg / Lycée Boulloche) - Coubron (Mairie) - Vaujours (Collège Henri IV)
- Ligne 645 : Coubron (Stade) - Montfermeil (Hôpital Intercommunal) (correspondance avec la ligne 4 du tramway d'Île-de-France en 2020)

La gare ferroviaire la plus proche est la gare du Vert-Galant, desservie par la ligne du RER B et située au sud-est du territoire de la commune de Villepinte, à la limite des communes de Tremblay-en-France et de Vaujours.

### Risques naturels et technologiques

#### Risques liés aux mouvement de terrains
Le territoire de Coubron est situé en zone argileuse et une carte a été éditée par la préfecture de Seine-Saint-Denis pour délimiter ces zones. La plus grande partie de la surface de la commune a été répertoriée en zone d'aléa fort et en zone d'aléa moyen, en ce qui concerne les risques de « retrait-gonflement » des sols argileux. Dans la zone correspondant aux anciennes carrières de gypse, les autorisations d'occupation et d'utilisation du sol peuvent être soumises à des conditions spéciales.

#### Risques sismiques
L'ensemble du territoire de la commune de Coubron est situé en zone de sismicité no 1 (sur une échelle de 1 à 5), comme la plupart des communes de son secteur géographique,.
| Type de zone | Niveau                | Définitions (bâtiment à risque normal) |
| ------------ | --------------------- | -------------------------------------- |
| Zone 1       | Sismicité très faible | accélération = 0,4 m/s2                |

## Toponymie
À l'origine le nom latin est Curtis Breonis (signifiant « terre » ou « domaine de Bréon »), puis au XIIe siècle, Curtbreun au XIIIe siècle, Corbreon au XIVe siècle, Corbero en 1474, Corberon, Courberon au XVe siècle et XVIe siècle, et enfin Couberon au XVIIIe siècle. Il existe également l'orthographe Cobreun.

## Histoire

### Préhistoire
Des traces et des objets datant de l'époque du Néolithique ont été retrouvées à Coubron (haches, grattoirs...). Un village s'était effectivement construit près du ruisseau, qui traversa Coubron d'est en ouest (aujourd'hui disparu) et qui était tributaire du ru de Chantereine.

### Moyen Âge
Au Ve siècle, des colons s'installent sur le site de Coubron et lui donnent le nom de Curtis Bréonis, la terre ou le domaine de Bréon, dont le terme d'origine germanique signifie « large » ou « fort ».
Vers 1180, Robert II de Mauvoisin, fils de Raoult IV de Mauvoisin, issu d'une famille bourgeoise de Paris, était le seigneur des terres de Coubron et de Villemomble. À la fin du XIIIe siècle, Guillaume de Chantilly cède le domaine de Coubron à Philippe le Bel. La paroisse se dénommait à cette époque Curtbeuron Curtbreun ou Corbréon.[réf. nécessaire]
En 1317, le fils aîné, Pierre de Chambly hérita des biens. C'est donc au tout début du XIVe siècle, que les terres de Coubron et d'Aulnay furent rattachées à celles de Livry. Propriété des Chambly au XVe siècle, la seigneurie de Livry et de Coubron fut donnée à Guiot de Chambly, seul héritier en 1412.
Onze ans plus tard, ce dernier céda une partie à maître Hugues Rapiot, alors président des requêtes du Palais. En 1425, il posséda l'ensemble de la seigneurie.
Le territoire était dépendant soit de l'abbaye de Chelles soit des Templiers et des Hospitaliers de l'ordre de Saint-Jean de Jérusalem de Clichy-sous-Bois[réf. nécessaire].

### Temps modernes
Jusqu'à la fin du XVIe siècle, le village est rattaché à la paroisse de Livry.
Au XVIIIe siècle, Jean Hyacinthe Hocquart de Montfermeil est le marquis de Montfermeil et seigneur de Coubron. Celui-ci meurt en 1764. Son petit-fils, Jean-Hyacinthe Louis Hocquart de Montfermeil, dernier marquis de Montfermeil (1752-1798) sera également le dernier seigneur de Coubron.

### Révolution française et Empire
En 1790, Nicolas Domage est élu premier maire de la commune.

### Époque contemporaine
Entre 1867 et 1875, Jean-Baptiste Camille Corot séjourne souvent au village et y aménage un atelier aujourd'hui disparu.

Coubron au tout dévut du  XXe siècle
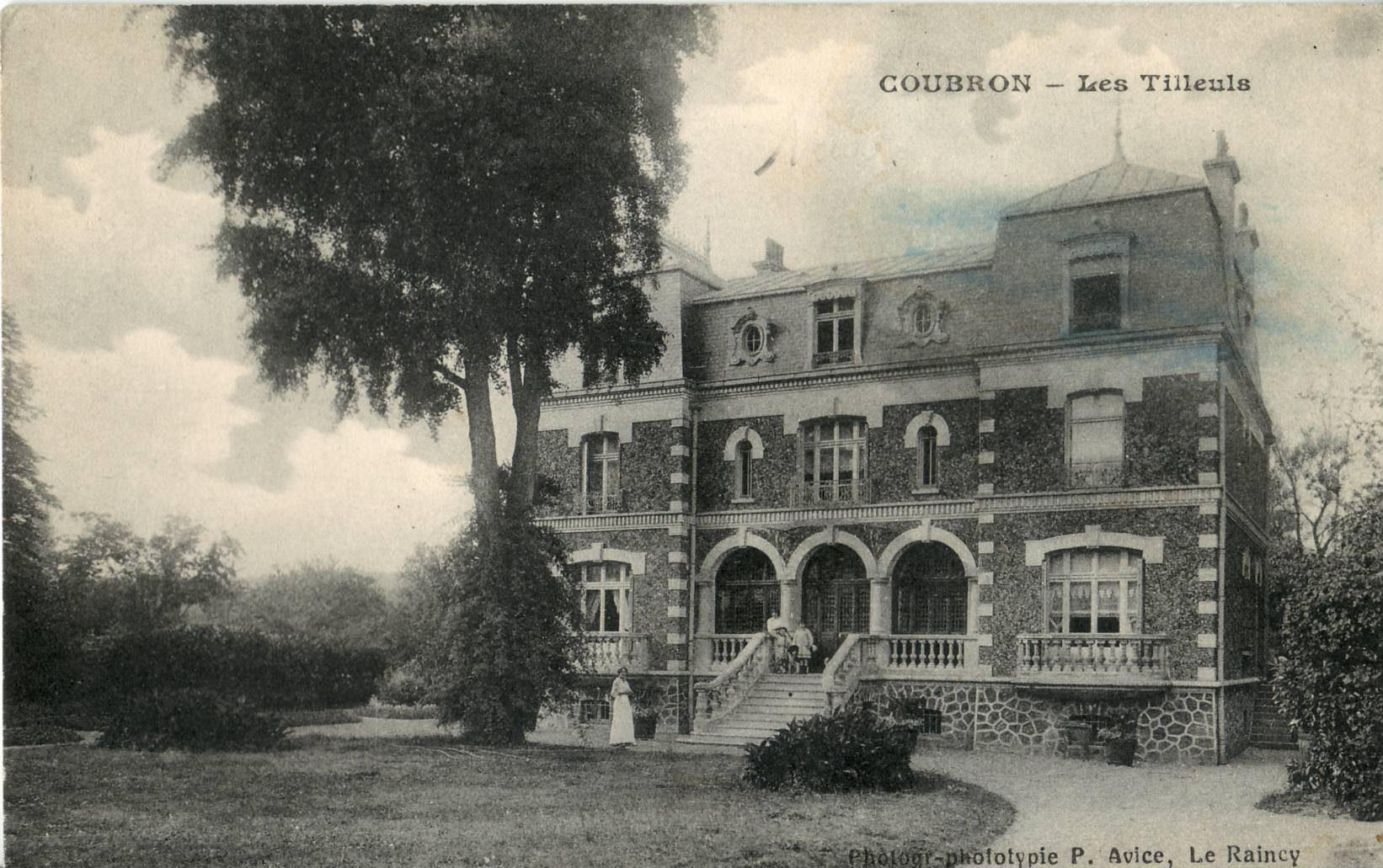
Villa coubronnaise

Pollution radioactive
Le fort de Vaujours, situé principalement dans la commune de Courtry et en partie sur celle de Coubron, a servi au Commissariat à l'énergie atomique (CEA) pour expérimenter les détonateurs des bombes atomiques françaises, de 1951 à 1997, laissant une importante pollution radioactive, mesurée en 2001 et 2011 par la CRIIRAD. Un projet d’extension de carrières de gypse de BPB Placo (groupe Saint-Gobain) est combattu pour cette raison par les riverains. Cette pollution pourrait être à l’origine de taux de tumeurs et de taux de maladies thyroïdiennes anormalement élevés dans la commune,.
Lutte écologique de défense des bois de Bernouille
De 1978 à 1990, une association de défense locale de l’environnement se créée en 1979 pour s’opposer à l’exploitation à ciel ouvert de la carrière sur le site du bois de Bernouille. Un journal associatif local, dénommé « le Fer de lance », est lancé, et la première manifestation dans les rues de Coubron se déroule le 20 avril 1980. Dix ans plus tard, la lutte ne fléchit pas et le 13 mai 1990, plus de 2 000 personnes se rassemblent au centre de Coubron pour manifester leur opposition à la carrière. En juillet 1990, le conseil général de Seine-Saint-Denis annule la décision d'annulation d'exploitation permettant à l'association locale de créer un parcours santé et un sentier botanique.

## Politique et administration

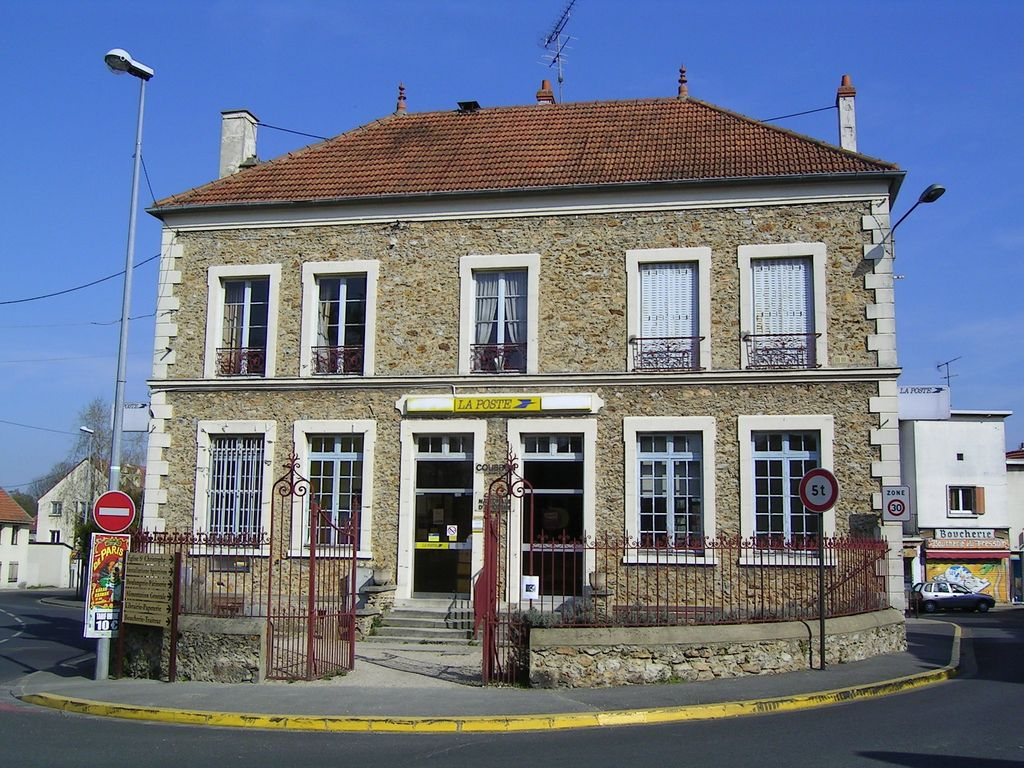
La poste de Coubron (ancien hôtel de ville).

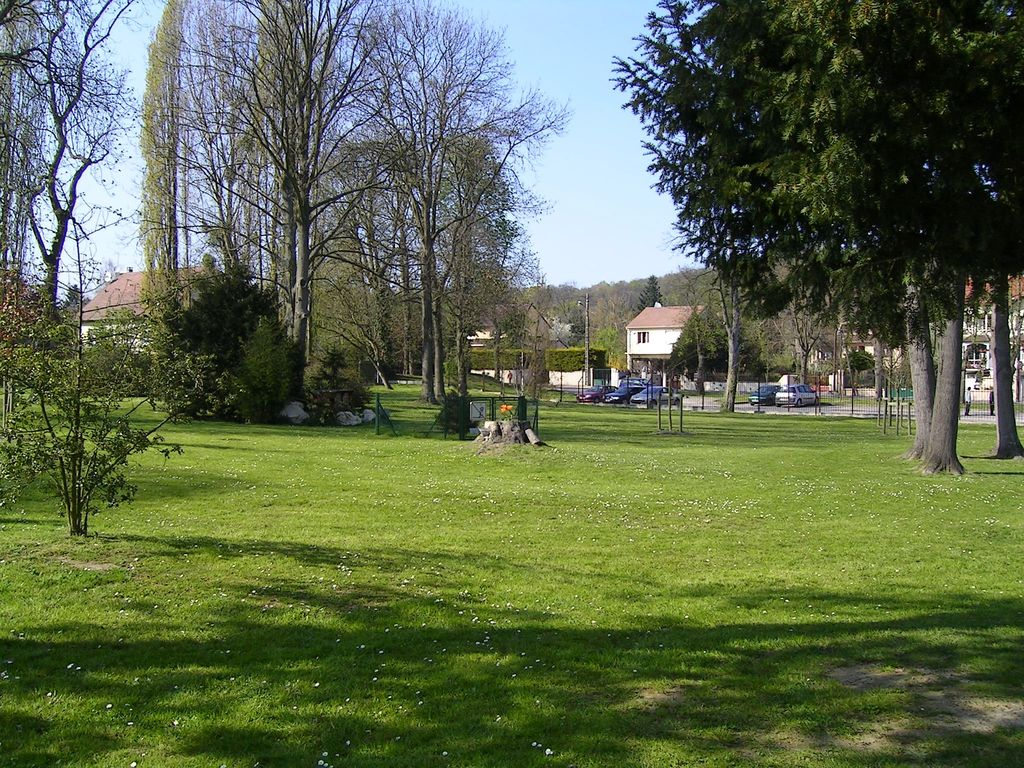
Le parc de la mairie

### Rattachements administratifs et électoraux
Rattachements administratifs
Jusqu’à la loi du 10 juillet 1964, la commune fait partie du département de Seine-et-Oise. Le redécoupage des anciens départements de la Seine et de Seine-et-Oise fait que la commune appartient désormais à la Seine-Saint-Denis a et à son arrondissement du Raincy, après un transfert administratif effectif le 1er janvier 1968.
La commune, à l'époque de la Seine-et-Oise, faisait partie du canton du Raincy. À la suite de la création du département de la Seine-Saint-Denis elle a été rattachée de 1967 à 2015 au canton de Montfermeil Dans le cadre du redécoupage cantonal de 2014 en France, cette circonscription administrative territoriale a disparu, et le canton n'est plus qu'une circonscription électorale..
Rattachements électoraux
Pour les élections départementales, la commune fait partie depuis 2014 du canton de Tremblay-en-France
Pour l'élection des députés, elle fait partie depuis 1988 de la onzième circonscription de la Seine-Saint-Denis.

### Intercommunalité
Dans le cadre de la mise en œuvre de la volonté gouvernementale de favoriser le développement du centre de l'agglomération parisienne comme pôle mondial est créée, le 1er janvier 2016, la métropole du Grand Paris (MGP), dont la commune est membre, à laquelle la commune, qui n'était membre d'aucune intercommunalité à fiscalité propre, a été intégrée.
Dans le cadre de la mise en place de la métropole du Grand Paris, la loi portant nouvelle organisation territoriale de la République du 7 août 2015 (loi NOTRe) prévoit la création d'établissements publics territoriaux (EPT), qui regroupent l'ensemble des communes de la métropole à l'exception de Paris, et assurent des fonctions de proximité en matière de politique de la ville, d'équipements culturels, socioculturels, socio-éducatifs et sportifs, d'eau et assainissement, de gestion des déchets ménagers et d'action sociale.
La commune a donc également été intégrée le 1er janvier 2016 à l'établissement public territorial Grand Paris - Grand Est dont le siège est situé à Noisy-le-Grand.

### Tendances politiques et résultats
Élections présidentielles
Résultats des seconds tours dans la commune :
- Élection présidentielle de 2002 :  80,29 % pour Jacques Chirac (RPR) contre 19,71 % pour Jean-Marie Le Pen (FN), 71,28 % de participation[37].
- Élection présidentielle de 2007 : 61,50 % pour Nicolas Sarkozy (UMP) contre 38,50 % pour Ségolène Royal (PS), 88,65 % de participation[38].
- Élection présidentielle de 2012 : 58,36 % pour Nicolas Sarkozy (UMP) contre 41,64 % pour François Hollande (PS) élu Président de la République, 83,63 % de participation[39].
- Élection présidentielle de 2017 : 58,42 % pour Emmanuel Macron (En Marche !) contre 41,58 % pour Marine Le Pen (FN), 75,93 % de participation[40].
- Élection présidentielle de 2022 : 56,55 % pour Emmanuel Macron (LREM) contre 43,45 % pour Marine Le Pen (RN), 70,82 % de participation[41].

Élections législatives
La commune fait partie de la douzième circonscription de la Seine-Saint-Denis.
Résultats des seconds tours dans la commune :
- Résultats des élections législatives de 2002 : 62,18 % pour Éric Raoult (UMP) contre 37,82 % pour Alain Calmat (DVG), 66,40 % de participation[42].
- Résultats des élections législatives de 2007 : 62,84 % pour Éric Raoult (UMP) contre 37,16 % pour Pascal Popelin (PS), 62,56 % de participation[43].
- Résultats des élections législatives de 2012 : 56,39 % pour Éric Raoult (UMP) député sortant, contre 43,61 % pour Pascal Popelin (PS) élu député de la circonscription, 58,48 % de participation[44].
- Résultats des Élections législatives de 2017 : 65,32 % pour Ludovic Toro (UDI-LR) maire de la commune contre 34,68 % pour Stéphane Testé (LREM) élu député de la circonscription, 50,36 % de participation[45].
- Résultats des Élections législatives de 2022 : 59,61 % pour Stéphane Testé (Ensemble !), député sortant, contre 40,39 % pour Jérôme Legavre (NUPES) élu député de la circonscription, 33,97 % de participation[46].

Élections régionales
Résultats des seconds tours dans la commune :
- Élections régionales de 2004 : 46,75 % pour Jean-François Copé (UMP), 40,07 % pour Jean-Paul Huchon (PS) qui est réélu président du conseil régional, 13,18% pour Marine Le Pen (FN), 72,39 % de participation[47].
- Élections régionales de 2010 : 50,36 % pour Valérie Pécresse (UMP) contre 49,64 % pour Jean-Paul Huchon (PS) qui est réélu président, 47,22 % de participation[48].
- Élections régionales de 2015 : 48,12 % pour Valérie Pécresse (LR) qui est élue présidente du conseil régional, 29,80 % pour Claude Bartolone (PS), 22,08 % pour Wallerand de Saint-Just (FN), 60,71 % de participation[49].
- Élections régionales de 2021 : 53,13 % pour Valérie Pécresse (Union de la Droite) qui est réélue présidente, 23,30 % pour Julien Bayou (Union de la Gauche), 15,57 % pour Jordan Bardella (RN) et 8,00 pour Laurent Saint-Martin (Union du Centre/Majorité présidentielle); 35,37 % de participation[50].

Élections cantonales puis départementales
- Canton de Montfermeil
  - Résultats du second tour de l'élection cantonale de 2004 : 63,25 % pour Raymond Coënne (UMP), maire de la commune, 30,07 % pour Mathias Ott (PS) et 6,68 % pour Dominique Lausanne (FN), 72,54 % de participation[51].
  - Résultats du second tour de l'élection cantonale de 2011 : 66,28 % pour Raymond Coënne (UMP), maire de la commune, 33,72 % pour Rodrigo Arenas Munoz (EELV), 43,48 % de participation[52].
- Canton de Tremblay-en-France
  - Résultats des élections départementales de 2015 : 54,68 % pour Jordan Bardella/Christine Prus (FN) contre 45,32 % pour Dominique Dellac/Pierre Laporte, élus sur le canton avec 58,96 %, 53,03 % de participation[53].
  - Résultats des Élections départementales de 2021 : 65,97 % pour Lynda AIT MESGHAT et Xavier LEMOINE (Union de la droite) contre 34,03 % pour Dominique DELLAC et Pierre LAPORTE (Gauche et écologiste) qui sont réélus avec 52,85 % sur le canton, 35,37 % de participation[54].

Élections municipalesRésultats
- Élections municipales de 2008 : 68,53 % pour Raymond Coënne (UMP), qui est réélu dès le premier tour contre, 31,47 % pour Gérard Auger (Union de la gauche), 63,70 % de participation[55].
- Élections municipales de 2014 : 50,47 pour Ludovic Toro (DVD), 36,51 % pour Raymond Coënne (UMP) maire sortant et 13,01 % pour Gérard Auger (Union de la Gauche), 69,74 % de participation[56].

Lors des élections municipales de 2020 la liste conduite par le maire sortant Ludovic Toro (UDI) remporte le scrutin dès le premier tour avec 1 320 suffrages exprimés (84,51 %), devançant celle menée par Jean-Claude Mathias (DVG) qui obtient 242 voix (15, 49 %), lors d'un scrutin marqué par une abstention de 52,54 %.

### Administration municipale
Le nombre d'habitants au dernier recensement étant compris entre 3 500 et 4 999, le nombre de sièges du conseil municipal a été fixé 27 membres.

### Liste des maires
| Période                                  | Période                    | Identité                      | Étiquette    | Qualité |
| ---------------------------------------- | -------------------------- | ----------------------------- | ------------ | --- |
| Les données manquantes sont à compléter. |                            |                               |              | |
| 1900                                     | 1904                       | Hippolyte François Delabrière |              | |
| 1904                                     | 1912                       | Pierre Pedrazzi               |              | |
| 1913                                     | 1913                       | Louis Christophe Victor Lime  |              | |
| 1913                                     | 1914                       | François Joseph Dony          |              | |
| 1914                                     | 1917                       | Hippolyte François Delabrière |              | |
| 1917                                     | 1918                       | Victor Chevalier              |              | |
| 1919                                     | 1923                       | Pierre Pedrazzi               |              | |
| 1923                                     | 1929                       | Philippe Albert Rossi         |              | |
| 1929                                     | 1932                       | Robert Alphonse Noël          |              | |
| 1932                                     | 1934                       | Edmond Dacheville             | Radical      | |
| 1934                                     | 1935                       | Jules Victor Lime             |              | |
| 1935                                     | 1940                       | Georges Dubois                |              | |
| 1940                                     | 1947                       | Henri Christin                |              | Juste parmi les Nations Nommé par le régime de Vichy                                                                            |
| 1947                                     | 1969                       | Jean Galeyrand                |              | |
| 1969                                     | 1990                       | Jean Corlin                   | DVD puis UDF | Conseiller général de Montfermeil (1979 → 1992) Député suppléant d'Éric Raoult (12e circ.) (1988 → 1993) Démissionnaire         |
| 1990                                     | 2014                       | Raymond Coënne                | DVD puis UMP | Chef d'entreprise retraité Conseiller général de Montfermeil (1998 → 2015)                                                      |
| 2014,                                    | En cours (au 3 avril 2024) | Ludovic Toro                  | UMP puis UDI | Médecin Conseiller général du Raincy (2004 → 2011) Conseiller régional d'Île-de-France (2015 → ) Réélu pour le mandat 2020-2026 |

### Jumelages

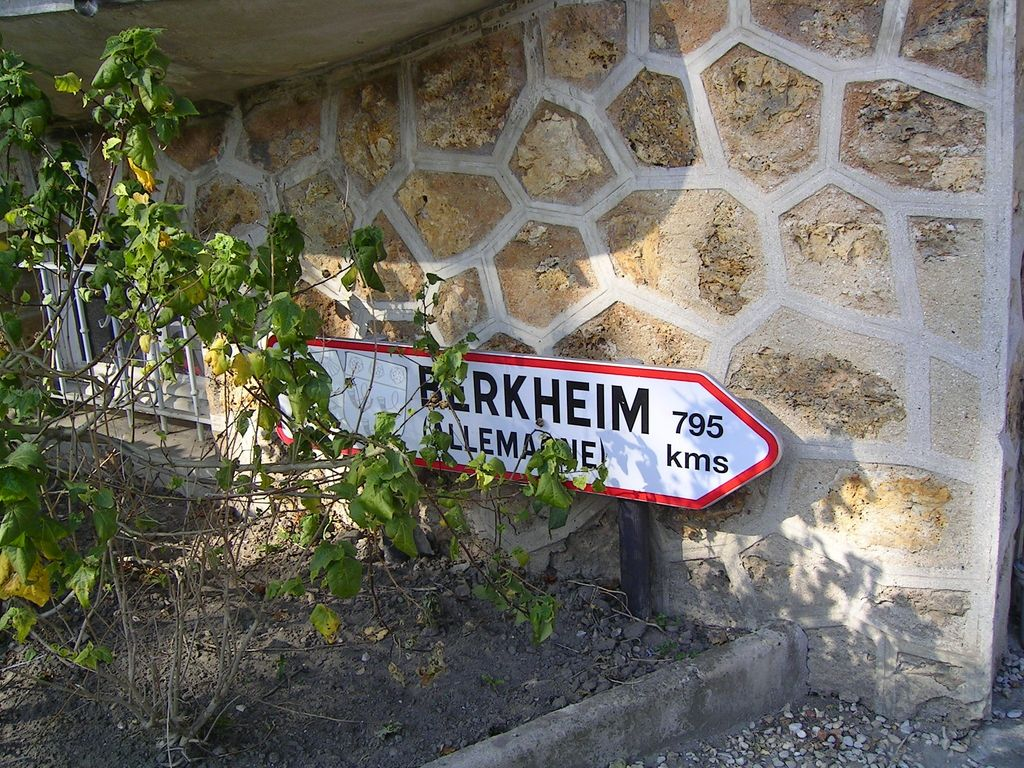
Pancarte indiquant la distance entre Coubron et Berkheim

Au 1er novembre 2018,Coubron est jumelée avec :
 Berkheim, une commune du district de Tübingen, dans le Bade-Wurtemberg en Allemagne, depuis 1991.

## Équipements et services publics

### Espaces publics
En 2018, la commune est classée une fleur dans le palmarès du concours des villes et villages fleuris.

### Enseignement
En 2018, la commune, qui est rattachée à l'académie de Créteil, compte deux groupes scolaires du premier degré : 
- le groupe Paul Bert qui comprend une école maternelle et une école primaire
- le groupe Georges Mercier qui comprend une école une école maternelle et une école primaire

La commune n'héberge aucun établissement du second degré, le collège le plus proche étant situé sur la commune de Vaujours et le lycée sur la commune de Livry Gargan.
Taux de scolarisation par âge en 2013
Ce tableau présente le taux de scolarisation de la maternelle jusqu'aux études supérieures des habitants de Coubron selon l'âge et le sexe durant l'année scolaire et universitaire 2015.
| Tranche d'âge (de 2 à 30 ans et +) | Taux ensemble | Taux sexe masculin | Taux sexe féminin |
| ---------------------------------- | ------------- | ------------------ | ----------------- |
| 2 à 5 ans                          | 69,2 %        | 67,9 %             | 70,7 %            |
| 6 à 10 ans                         | 96,3 %        | 96,9 %             | 95,8 %            |
| 11 à 14 ans                        | 98,2 %        | 97,3 %             | 99,1 %            |
| 15 à 17 ans                        | 95,4 %        | 92,9 %             | 98,9 %            |
| 18 à 24 ans                        | 61,6%         | 58,4 %             | 65,2 %            |
| 25 à 29 ans                        | 7,5 %         | 10,5 %             | 5,5 %             |
| Plus de 30 ans                     | 1 %           | 1 %                | 1 %               |

Source : Insee, RP2015 exploitation principale, géographie au 01/01/2017..

### Petite enfance
Il existe sur la commune un service public de garde d'enfants dénommé « Espace Woopitoo » qui gère une crèche et de halte garderie, ainsi qu'un relais d'assistante maternelle géré par ce même service.

### Équipements culturels
La commune héberge sur son territoire deux équipements culturels dont une bibliothèque et une école de musique.

### Équipements sportifs

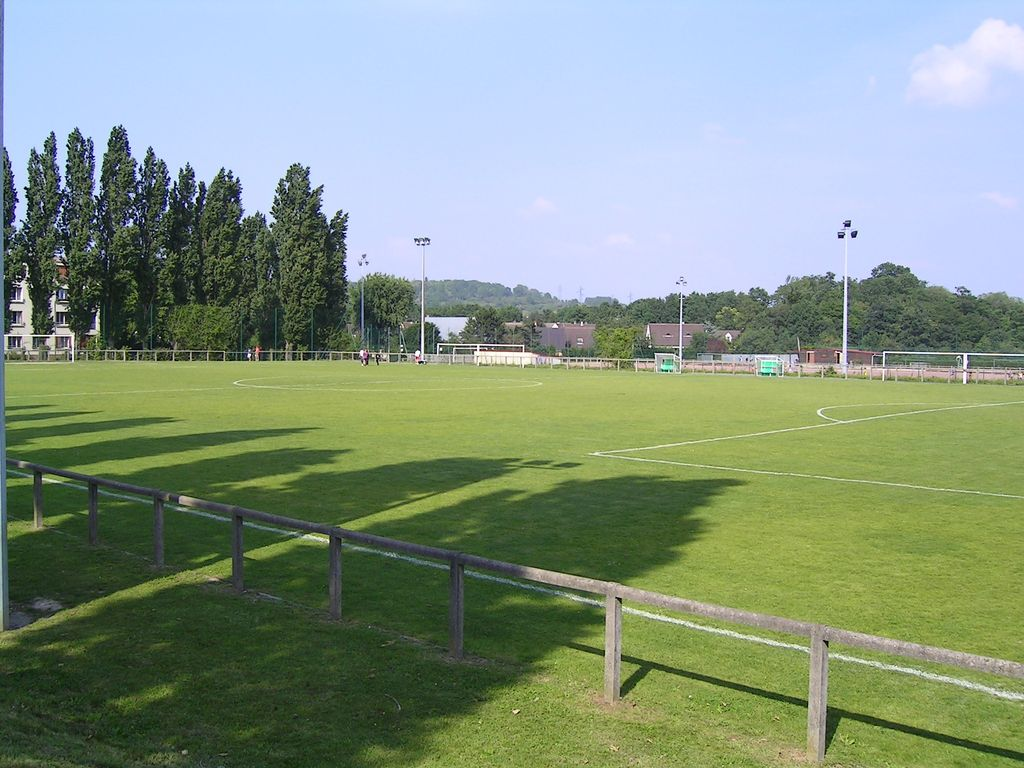
Stade Rémond Rousseau.

La commune de Coubron compte de nombreux équipements sportifs qu'elle met à la disposition des associations locales : 
- le city Stade ;
- le stade Rémond Rousseau ;
- le complexe Jean Corlin qui compte : un dojo et un gymnase.

### Santé
L'établissement hospitalier le plus proche est le Groupe hospitalier intercommunal Le Raincy-Montfermeil, créé en 1935 à l'initiative d'un syndicat intercommunal, constitué en 1927 regroupant neuf communes dont celle de Coubron. Le centre hospitalier, qui compte plus de 500 lits[Quand ?], se situe à moins de trois kilomètres du centre de la commune.

### Justice, sécurité, secours et défense
La municipalité a mis en place un système de vidéosurveillance sur le territoire communal en 2012.
Conjointement avec la commune de Vaujours, une police municipale intercommunale a été mise en place sur le territoire de Coubron.

## Population et société
Les habitants se dénomment les Coubronnais.

### Démographie
L'évolution du nombre d'habitants est connue à travers les recensements de la population effectués dans la commune depuis 1793. Pour les communes de moins de 10 000 habitants, une enquête de recensement portant sur toute la population est réalisée tous les cinq ans, les populations de référence des années intermédiaires étant quant à elles estimées par interpolation ou extrapolation. Pour la commune, le premier recensement exhaustif entrant dans le cadre du nouveau dispositif a été réalisé en 2005.

En 2022, la commune comptait 5 156 habitants, en évolution de +7,15 % par rapport à 2016 (Seine-Saint-Denis : +4,67 %, France hors Mayotte : +2,11 %).
| 1793 | 1800 | 1806 | 1821 | 1831 | 1836 | 1841 | 1846 | 1851 |
| ---- | ---- | ---- | ---- | ---- | ---- | ---- | ---- | ---- |
| 270  | 314  | 319  | 254  | 315  | 318  | 328  | 339  | 326  |

| 1856 | 1861 | 1866 | 1872 | 1876 | 1881 | 1886 | 1891 | 1896 |
| ---- | ---- | ---- | ---- | ---- | ---- | ---- | ---- | ---- |
| 343  | 365  | 351  | 252  | 264  | 281  | 328  | 298  | 294  |

| 1901 | 1906 | 1911 | 1921 | 1926 | 1931 | 1936 | 1946 | 1954  |
| ---- | ---- | ---- | ---- | ---- | ---- | ---- | ---- | ----- |
| 308  | 327  | 311  | 353  | 512  | 696  | 747  | 740  | 1 039 |

| 1962  | 1968  | 1975  | 1982  | 1990  | 1999  | 2005  | 2006  | 2010  |
| ----- | ----- | ----- | ----- | ----- | ----- | ----- | ----- | ----- |
| 1 236 | 2 179 | 3 385 | 4 296 | 4 784 | 4 612 | 4 643 | 4 651 | 4 733 |

| 2015  | 2020  | 2022  | - | - | - | - | - | - |
| ----- | ----- | ----- | - | - | - | - | - | - |
| 4 788 | 4 975 | 5 156 | - | - | - | - | - | - |

### Cultes
La communauté catholique de Coubron et l'église Saint-Christophe (propriété de la commune) dépendent de la paroisse de Coubron qui est une des sept paroisses diocésaines du plateau et dépendant de la maison diocésaine est située à Bondy.

### Médias
La mairie publie un petit journal municipal dénommé le p'tit coubronnais. Ce petit fascicule, géré par le service information communication de la commune, présente toutes les informations à caractère local et municipal, destiné aux citoyens de la commune.

## Économie

### Emplois
Le tableau, ci-dessous, présente la répartition des professions et catégories socioprofessionnelles à Coubron
| Catégorie socio-professionnelles          | 2015   |
| ----------------------------------------- | ------ |
| Agriculteurs                              | 0,7 %  |
| Artisans, commerçants, chefs d'entreprise | 11,1 % |
| Cadres, professions intellectuelles       | 12,4 % |
| Professions intermédiaires                | 22,7 % |
| Employés                                  | 31,1 % |
| Ouvriers                                  | 22 %   |

Source : Insee, RP2013 exploitation complémentaire lieu de travail.

### Secteur commercial et artisanal
La commune compte un supermarché sur son territoire et quelques petits commerces locaux.

### Secteur industriel
Carrière de Bernouille
Il existe une importante carrière de gypse sur le territoire de la commune (partagée avec la commune voisine de Vaujours), sur le site de la colline de Bernouille et  qui permet d’alimenter l’usine Placoplatre située à Vaujours.

## Culture locale et patrimoine

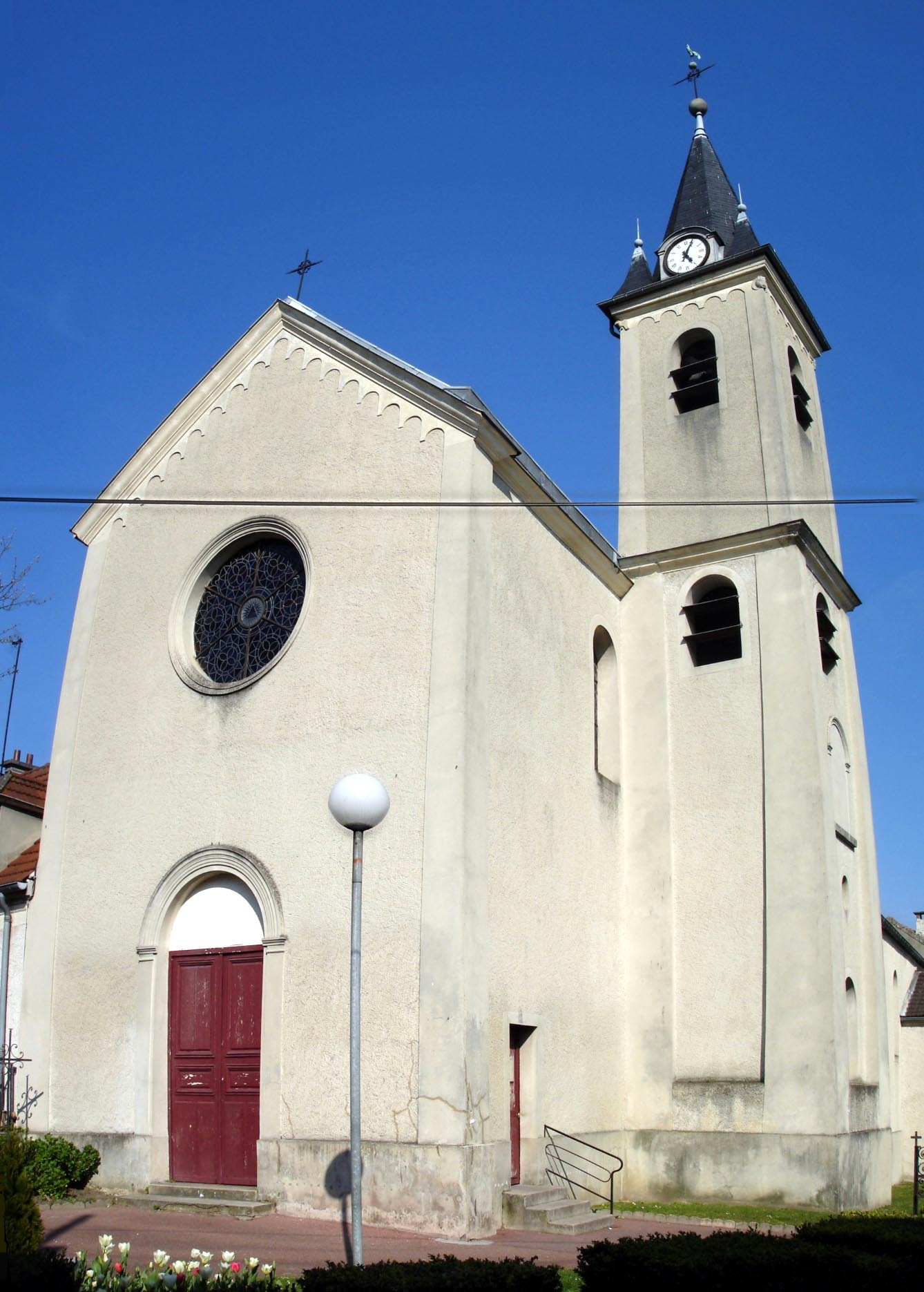
Église de Coubron.

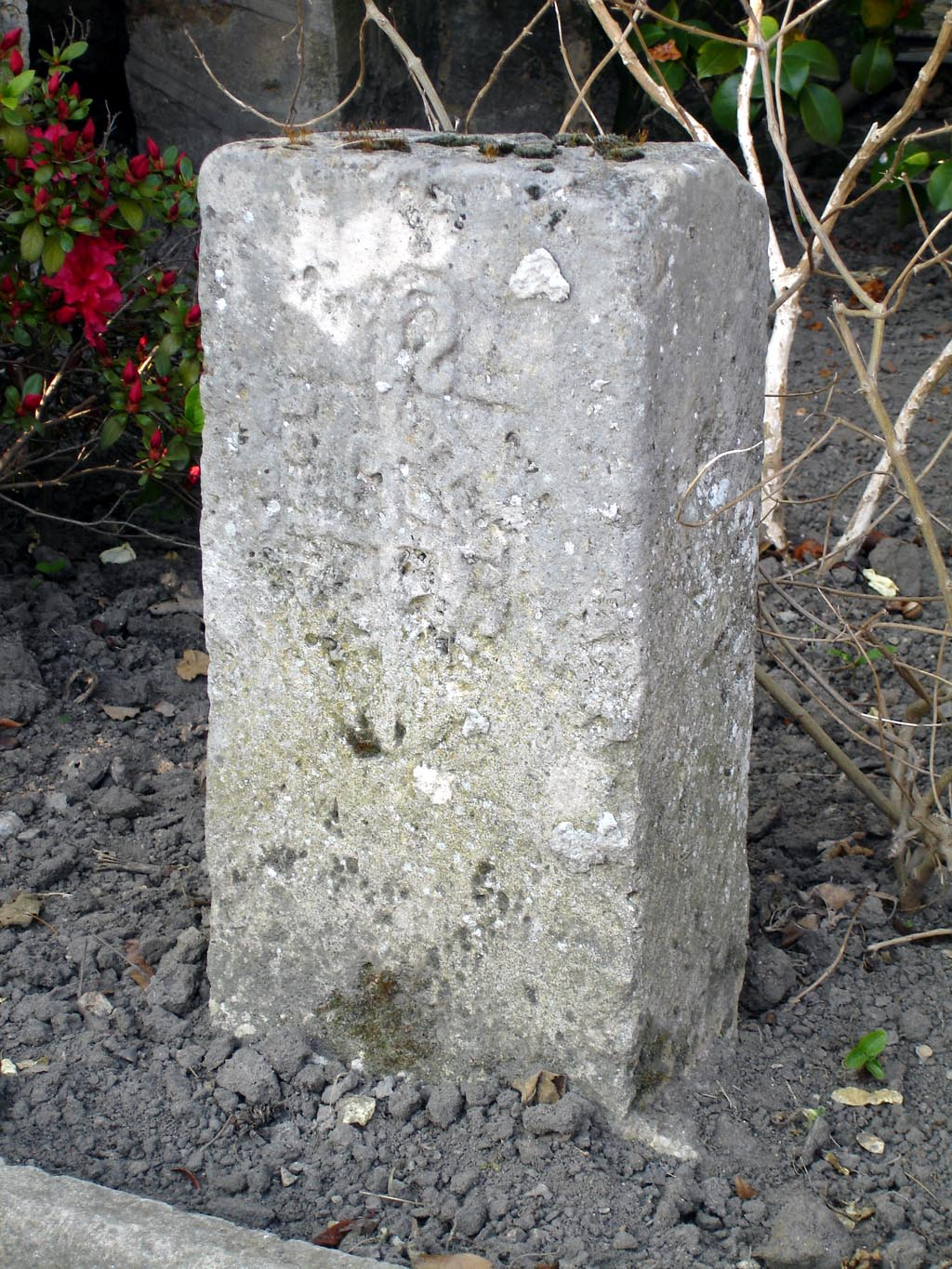
Borne armoriée.

### Lieux et monuments
- La première église Saint-Christophe a été construite au XIIIe siècle. L'édifice fut reconstruit en 1854 qui abrite notamment un retable du XVIIe siècle ainsi que des tableaux du XVIIIe siècle, de la Sainte Famille, la Vierge et l'Enfant, la Présentation au Temple, exposés en l'église Saint-Christophe.
- Le calvaire, situé dans le bourg.
- une borne gravée datant du XVIIe siècle, délimitant les possessions de la seigneurie de Coubron et celles de l'abbaye de Chelles. Elle se situe place de la Mairie.
- l'arbre aux quarante écus, un ginkgo biloba venant de Chine, tient son surnom au fait que le propriétaire aurait payé ce prix pour l'obtenir. Il est situé devant la mairie.
- la sculpture « Les faunes » de l'artiste français François-Raoul Larche.
- un château d'eau achevé en 1975 ayant un dôme en forme de ballon de football se dresse non loin du Bois de Bernouille. Ce dôme est visible depuis de nombreux points de la partie orientale de l'agglomération parisienne[79].

### Personnalités liées à la commune
- Jean Hyacinthe Hocquart de Montfermeil (1694-1764) fut fermier général et trésorier de la marine, et acquit les seigneuries de Montfermeil et Coubron. Son fils, créé marquis en 1778, fit aménager le grand château par l'architecte Ledoux.
- Jean Baptiste Clément (1835 - 1903)

le chansonnier montmartrois, auteur des chansons Le Temps des cerises et La Semaine sanglante s'est réfugié dans la maison de ses parents, située aux Coudreaux, après le désastre de la Commune de Paris, en 1871, occupant son attente de son amnistie (qui surviendra en 1880) en se promenant autour des étangs de la forêt de Bondy et de ce qui était le petit village de Coubron.
- Jean-Baptiste Camille Corot (1796 - 1875)

ce peintre et graveur français, Retiré à Coubron en automne 1874, signa quelques toiles représentant des paysages, notamment, des prairies, la forêt de Bondy et ses étangs.
- Paul de Kock (1792 - 1871),

le romancier, auteur dramatique et librettiste français est l'auteur de Le maître d'école à Coubron, écrit en 1849.
- François-Raoul Larche (1860 - 1912),

ce sculpteur français, originaire de la Gironde, séjourna au village à la fin du XIXe siècle. Sa sculpture « Les faunes » est exposée devant l'hôtel de ville. Il y est inhumé.

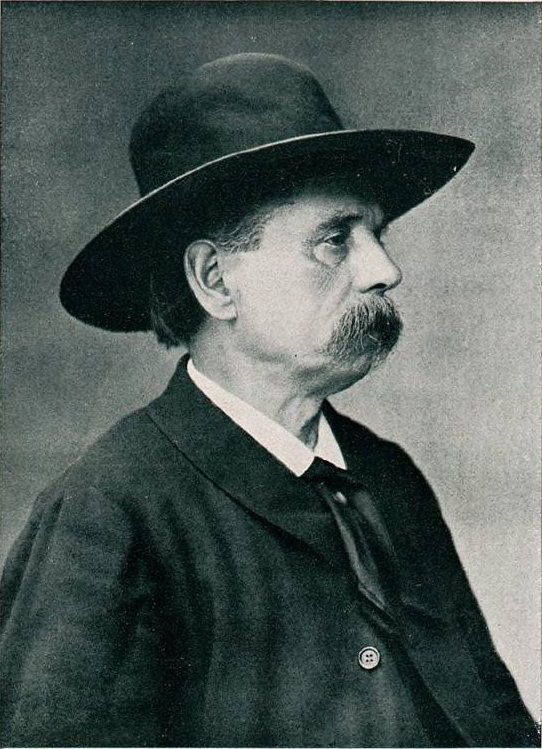
Jean-Baptiste Clément.
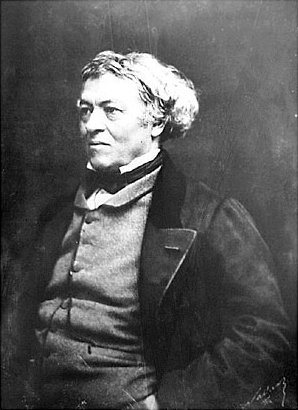
Camille Corot.

### Coubron dans les arts et la culture

#### Dans la littérature
Le Maître d'école de Coubron (orthographié Courberon), écrit par Paul de Kock en 1849 et illustré par J. Wely
on peut notamment y lire cet extrait : « M.Mathias, maître d'école de Couberon, s'évertue à enseigner son savoir sans se soucier du contexte paysan local, avec même un fort mépris. Il vivra cela comme une grande frustration personnelle de ne connaître que des bonnes gens sans intérêt pour la science. »

#### Dans la peinture

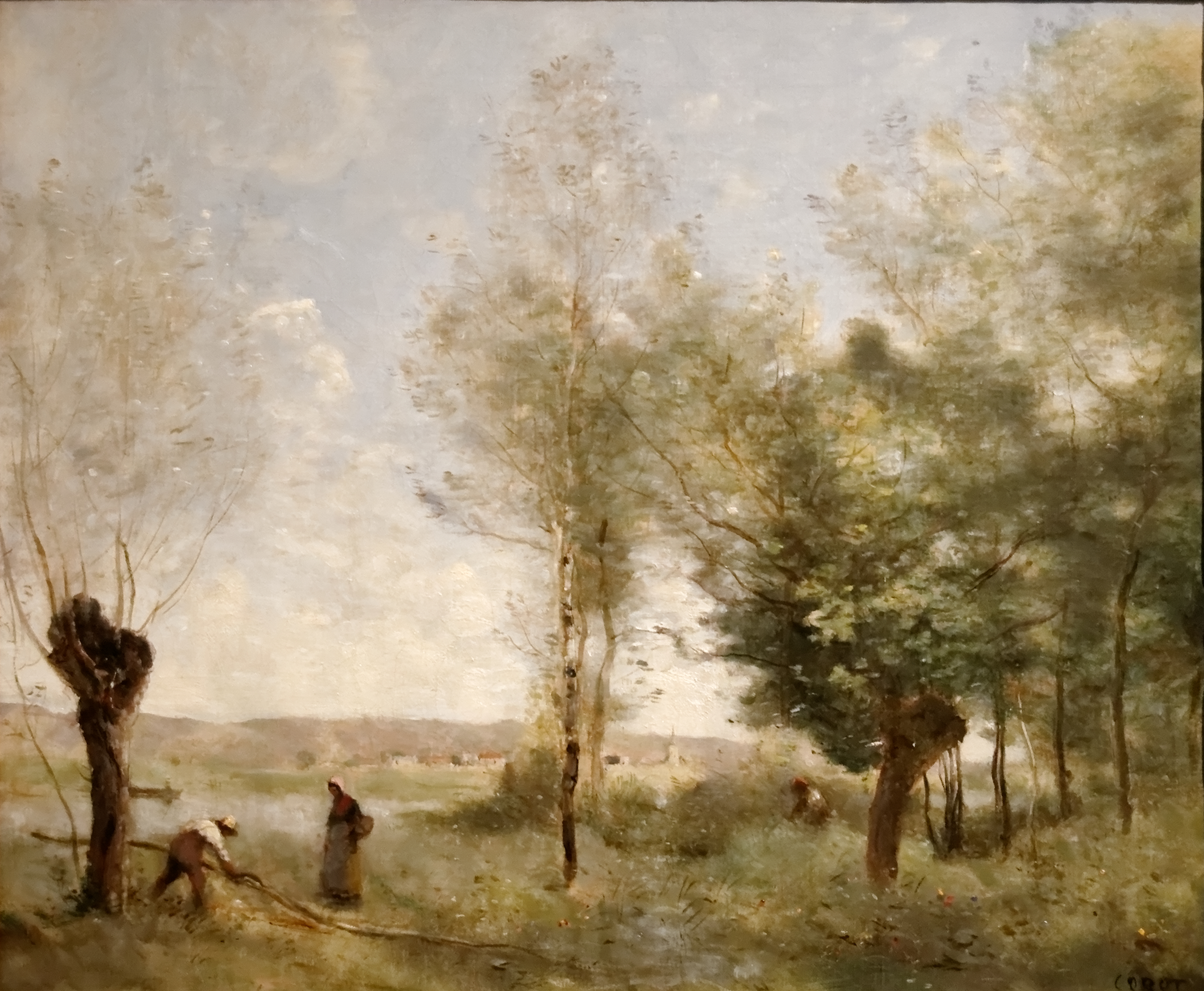
Camille Corot - Souvenir de Coubron.

Le peintre français Camille Corot a peint de nombreux tableaux paysagers représentant le village de Coubron et ses alentours, dont :
- Le bois de Coubron ;
- Cavalier arrêté auprès d'un saule ;
- Coubron, le clocher vu de la propriété Gratiot ;
- Coubron, prairies boisées ;
- Coubron, route montante ;
- Cour d'une maison de paysan ;
- Entre Coubron et Montfermeil ;
- Souvenir de Coubron (illustration), huile sur toile de 1872 exposé au musée des Beaux-Arts de Budapest ;
- Souvenir de Coubron, bûcherons et paysans ;
- Souvenir d'un voyage à Coubron.

### Héraldique
| Blason de Coubron | Blason  | D'or à trois huchets (ou cors de chasse) de sable, liés, enguichés et virolés d'azur, posés 2 et 1 (qui sont de la famille Nesmond), au chef de gueules, chargé de trois roses d'argent (qui sont de la famille Hocquart). |
| Blason de Coubron | Détails | Le blason montre trois cornes de chasse à ruban d'azur, sur fond jaune, qui fut l'emblème de la famille de Nesmond, propriétaire de la commune au XVIIe siècle. Ces cornes s'unissent aux trois roses des Hocquart, propriétaires à partir de 1741, et créés marquis en 1778, jusqu'à la Révolution française. Le statut officiel du blason reste à déterminer. |

## Pour approfondir